# 레졸루션급 잠수함
레졸루션급 잠수함은 영국 최초의 전략원잠이다. 5척이 계획되었으나 4척이 건조되었다. 미국의 폴라리스 미사일 16발을 탑재했다.

## 역사

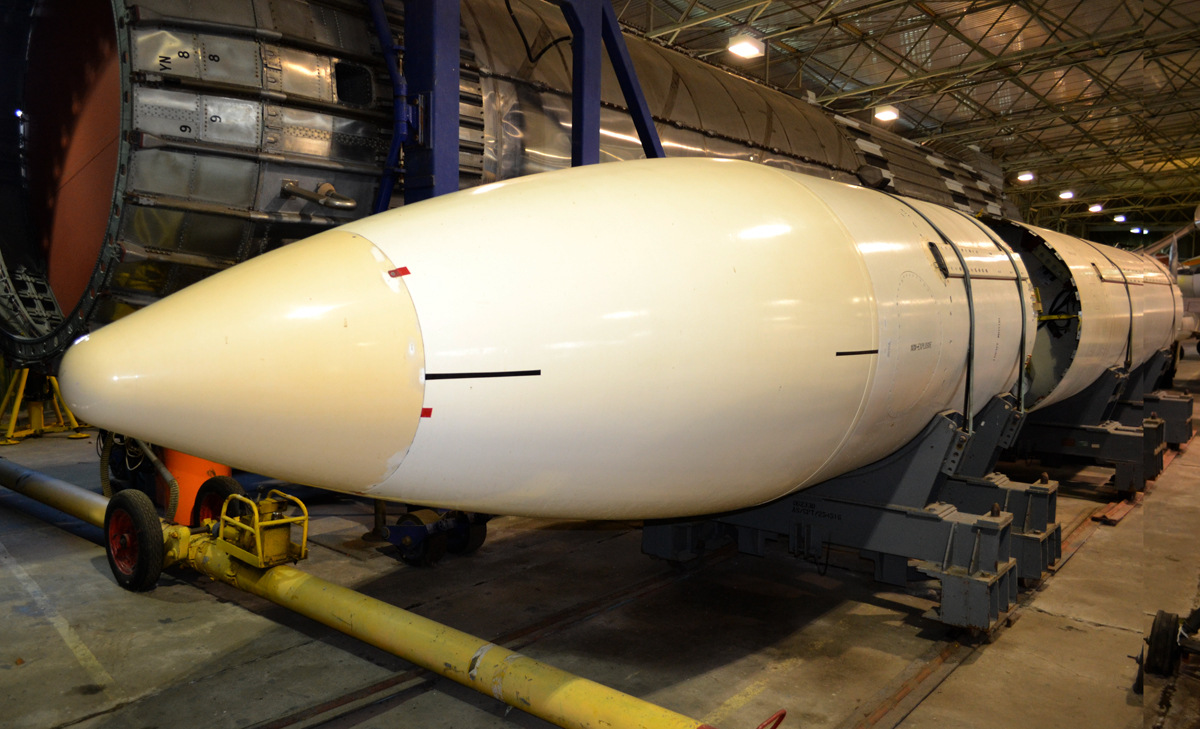
영국 해군의 폴라리스 A3 미사일

1950년대와 1960년대 초반의 영국 핵전력은 영국 공군 V-폭격기였다. 그러나 1960년대 초반에 레이다와 지대공 미사일의 기술이 급발전하였다. 그래서 V-폭격기가 소련 영공을 통과하기가 불가능해졌다.
이러한 문제점을 해결하기 위해, 1960년 5월, 해럴드 맥밀런 영국 총리는 아이젠하워 미국 대통령과 정상회담을 하여, V-폭격기에 미국의 AGM-48 스카이볼트를 탑재하기로 하였다. 스카이볼트는 무게 5톤, 사거리 1,600 km의 공대지 미사일이다. 순항미사일이 아니라 탄도미사일처럼 고체연료를 탑재했다. 이를 통해 소련의 방공망에 위협받지 않고, 모스크바를 핵공격 할 수 있다고 판단했다. 당시 영국의 V-폭격기인 아브로 불칸 폭격기에 장착하기로 하였다.
그러나 민주당 케네디 대통령이 집권하고서, 미국의 정책이 바뀌었다. 케네디는 스카이볼트를 싫어했다. 결국 미국은 1962년 AGM-48 스카이볼트 개발을 취소했다. 그래서 영국은 아브로 불칸 전략핵폭격기의 임무를 4척의 전략원잠(SSBN)으로 대체하기로 하여 1963년 레졸루션급 잠수함 1번함인 HMS 레졸루션 (S22)을 주문했다. 1967년에 취역했다.
50년이 지난 2018년에도 영국의 핵전력은 4척의 뱅가드급 잠수함(SSBN)에 의존하고 있으며, 2028년에 새로운 드레드노트급 잠수함(SSBN) 4척을 건조할 계획이다.

## 성능

### PWR1 원자로
영국 최초의 핵잠수함은 HMS 드레드노트 (S101)인데, 78 MW 열출력의 미국 웨스팅하우스 S5W 원자로 1기를 탑재했다. 1958년 미영 상호방위조약으로 미국의 핵잠수함 원자로를 기술이전 받았다. 롤스로이스 PWR1 원자로의 열출력도 78 MW이다. 레졸루션급 잠수함에 1기를 탑재했다.
세계 최초의 핵잠수함인 미국 USS 노틸러스 (SSN-571)에 사용된 원자로는 열출력 70 MW의 웨스팅하우스 S2W 원자로였다. 소련 최초의 핵잠수함인 노벰버급 잠수함에도 열출력 70 MW의 원자로 1기를 탑재했다. 2018년 현재 사용중인 러시아의 델타급 잠수함은 열출력 70 MW의 원자로 2기를 탑재했다. 한국이 러시아로부터 기술이전 받았다는 핵잠수함 원자로 SMART-P는 65 MW 열출력이다. 이렇게 전세계에서 70 MW 열출력의 원자로를 핵잠수함에 많이 사용한다.

### 폴라리스 미사일
레졸루션급은 미국의 폴라리스 A-3 16발을 탑재한다. 무게 16톤, 사거리 4,600 km, 탄두중량 760 kg, 200kt의 W58 핵탄두 3발을 장착했다. 북한의 6톤 스커드 미사일 보다는 훨씬 무겁고, 노동 미사일 무게이다. 원래 소련은 스커드, 노동을 모두 잠수함에 탑재했었다.